# ای‌ای‌دبلیو دابل اور ناتینگ
اِی‌ای‌دبلیو دابِل اُر ناتینگ (به انگلیسی: AEW Double or Nothing) یک رویداد غیر رایگان (Pay-Per-View) کشتی حرفه‌ای می‌باشد که توسط کمپانی اول الیت رسلینگ (اِی‌ای‌دبلیو) تهیه می‌شود. این اولین رویداد برای پروموشن اِی‌ای‌دبلیو می‌باشد و در ۲۵ مِی ۲۰۱۹ در مجموعه ورزشی ام‌جی‌ام گرند گاردن آرنا شهر لاس وگاس ایالت نوادا برگزار شد.
مهمترین اتفاق این رویداد، حضور ناگهانی جان ماکسلی یا همان دین امبروز بود؛ او به کریس جریکو و کِنی اُمگا حمله کرد تا معلوم شود او از این پس برای کمپانی اِی‌ای‌دَبلیو فعالیت خواهد کرد.

## نتایج
| #                                                                                                 | نتایج                                                                                                 | نوع مسابقه | مدت زمان |
| ------------------------------------------------------------------------------------------------- | --- | --- | -------- |
| ۱پ                                                                                                | آدام پِیج پیروز با بیرون انداختن آخرین نفر یعنی اِم‌جِی‌اِف                                                 | کاسینو بتل رویال ۲۲ نفره برنده، یک مسابقه قهرمانی کمربند ای‌ای‌دبلیو مقابل کریس جریکو یا کِنی اُمگا بدست میاورد          | ۱۶:۰۰    |
| ۲پ                                                                                                | کیپ سبین پیروز مقابل سمی گوارا                                                                        | مسابقه تک نفره | ۱۰:۰۰    |
| ۳                                                                                                 | سوکال آنسنسورد (کریستوفر دنیلز، فرانکلی قازاریان و اسکورپیو اسکای) مقابل سیما، تی-هاوک و ال لیندامان) | مسابقه تگ تیم شش نفره                                                                                                | ۱۳:۴۰    |
| ۴                                                                                                 | بریت بیکر پیروز مقابل نایلا رز، کایلی ری و آسام کنگ (با همراهی برندی رودز)                            | مسابقه مرگبار چهارجانبه                                                                                              | ۱۱:۱۰    |
| ۵                                                                                                 | بست فرندز (چاک تیلور و ترنت بِرِتا) پیروز مقابل انجلیکو و جک ایونس                                      | مسابقه تگ تیم | ۱۲:۳۵    |
| ۶                                                                                                 | هیکارو شیدا، ریهو آبه و ریو میزونامی پیروز مقابل آجا کنگ، یوکا ساکازاکی و امی ساکورا                  | مسابقه تگ تیم شش نفره                                                                                                | ۱۳:۱۰    |
| ۷                                                                                                 | کودی (با همراهی برندی رودز) پیروز مقابل داستین رودز                                                   | مسابقه تک نفره | ۲۲:۳۰    |
| ۸                                                                                                 | د یانگ باکس (مت جکسون و نیک جکسون) (c) مقابل لوچا بروز (پنتاگون جی‌آر. و رِی فینیکس)                    | مسابقه تگ تیم برای قهرمانی کمربندهای تگ تیم ای‌ای‌ای جهان/>                                                            | ۲۴:۵۵    |
| ۹                                                                                                 | کریس جریکو پیروز مقابل کنی امگا                                                                       | مسابقه تک نفره برنده با آدام پِیج (برنده کاسینو بتل رویال) در یک مسابقه قهرمانی کمربند ای‌ای‌دبلیو در آینده روبرو می‌شود | ۲۷:۰۰    |
| - (c) – نشان‌دهنده قهرمان(هایی) است که به میدان می‌روند - پ – نشان‌دهنده این است که مسابقه در پری–شو | | |          |

1. ↑  شرکت‌کنندگان:
سانی کیس، برندون کاتلر، ایس رومرو، براین پیلمن جی‌آر.، سانی دیز، جویی جانلا، داستین تامس، بیلی گان، جیمی هاوک، مایکل ناکازاوا، جانگل بوی، آیریش کسیدی، مارک کن، لوچاسارس، شاون اسپیرز، آرنج کسیدی، مارکو استانت، تامی دریمر